# Alcyonium jorgei
Alcyonium jorgei är en korallart som beskrevs av van Ofwegen, Häussermann och Försterra 2007. Alcyonium jorgei ingår i släktet Alcyonium och familjen läderkoraller. Inga underarter finns listade i Catalogue of Life.